# Acanthallagma luteum
Acanthallagma luteum е вид насекомо от семейство Coenagrionidae.

## Разпространение
Видът е разпространен в Бразилия.